# Ultimi Scopuli
Gli Ultimi Scopuli sono una struttura geologica della superficie di Marte.